# Budgie (Desktop-Umgebung)
Budgie ist eine Desktop-Umgebung, die Gnome-Techniken wie GTK+ (Version > 3.x) verwendet, die im Zuge des Solus-Projektes erstellt wurde. Budgies Design betont Schlichtheit.

## Verfügbarkeit
Seit Ubuntu 17.04 gibt es mit Ubuntu Budgie einen offiziellen Spin von Ubuntu mit Budgie als Desktop. Zudem wird es innerhalb von Arch Linux, Debian, OpenSUSE, Gentoo ausgeliefert.

## Entwicklungsgeschichte
Mit Version 10.6 wurde eine neue Dachorganisation Buddies of Budgie gegründet, Übersetzungen in Transifex organisiert und das Nachrichtensystem neu implementiert. In Version 10.7 wurde ein eigenes Werkzeug für Bildschirmfotos und zur Indexierung von Applikationen sowie eine Dual-GPU-Steuerung hinzugefügt.